# Cover to Cover
Cover to Cover è un album tributo del cantautore statunitense Neal Morse, del batterista statunitense Mike Portnoy e del bassista Randy George, pubblicato il 19 settembre 2006 dalla Radiant Records.

## Descrizione
Contiene 13 brani realizzati originariamente da svariati artisti come David Bowie, Paul McCartney, The Who o U2 e reinterpretati dai tre musicisti tra il 2003 e il 2005, durante le sessioni di registrazione dei tre album di Morse, Testimony (2003), One (2004) e ? (2005).

## Tracce
- 2005 ? Sessions

1. Pleasant Valley Sunday – 4:44 – originariamente interpretata dai The Monkees
2. Badge – 2:51 – originariamente interpretata dai Cream
3. Maybe I'm Amazed – 4:03 – originariamente interpretata da Paul McCartney
4. Where Do the Children Play – 4:40 – originariamente interpretata da Cat Stevens
5. I'm the Man – 4:05 – originariamente interpretata da Joe Jackson
6. Feeling Stronger Everyday – 5:39 – originariamente interpretata da Chicago
7. Rock and Roll Suicide – 3:28 – originariamente interpretata da David Bowie

- 2004 One Sessions

1. Where the Streets Have No Name – 5:47 – originariamente interpretata dagli U2
2. Day After Day – 3:26 – originariamente interpretata dai Badfinger
3. What Is Life? – 4:28 – originariamente interpretata da George Harrison
4. I'm Free/Sparks – 6:36 – originariamente interpretata dai The Who

- 2003 Testimony Sessions

1. Tuesday Afternoon – 6:32 – originariamente interpretata dai The Moody Blues
2. Find My Way Back Home – 6:49 – originariamente interpretata dai Blind Faith

## Formazione
- Neal Morse – voce, tastiera, chitarra
- Mike Portnoy – batteria
- Randy George – basso

Altri musicisti
- Chris Carmichael – violino, viola, violoncello
- Neil Rosengarden – tromba
- Bill Huber – trombone
- Jim Hoke – sassofono
- Phil Keaggy – voce principale (traccia 10)

Produzione
- Neal Morse – produzione, missaggio (tracce 1-7)
- Jerry Guidroz – ingegneria del suono, missaggio (tracce 1-7)
- Rich Mouser – missaggio (tracce 8-13)
- Ken Love – mastering